# Landesamt für Vermessung und Geoinformation Sachsen-Anhalt

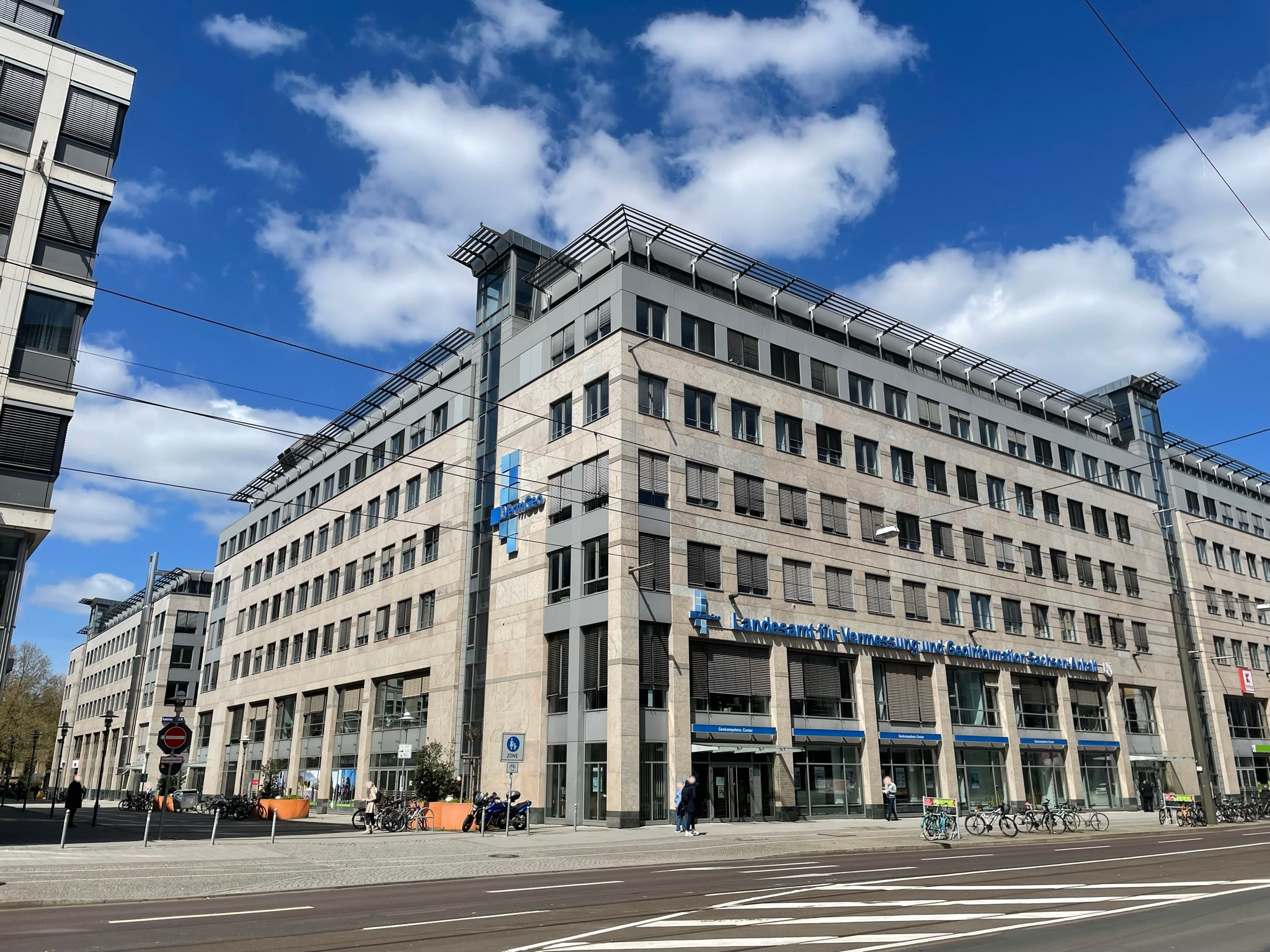
Hauptsitz des Amts in Magdeburg

Das Landesamt für Vermessung und Geoinformation Sachsen-Anhalt (LVermGeo) ist die Bezeichnung einer im Jahr 2004 im Land Sachsen-Anhalt gebildeten oberen Landesbehörde. Im Zuge einer Verwaltungsreform wurden die 12 Katasterämter des Landes und das Landesamt für Landesvermessung und Geoinformation (LVermG) zu einer Behörde mit vier Geoleistungsbereichen (GLB) und vier leitenden Funktionalbereichen (FB) neu gegliedert. Seit dem 1. September 2012 werden die Aufgaben des LVermGeo in insgesamt fünf Bereichen – vier Funktionalbereichen und ein Geoleistungsbereich mit vier regionalen Standorten in der Landeshauptstadt Magdeburg, in Halle (Saale), Stendal und in Dessau-Roßlau – wahrgenommen. Sitz der Funktionalbereiche ist Magdeburg.
Präsidentin der Behörde ist seit 2023 Cordula Jäger-Bredenfeld.
Eingerichtet wurde diese obere technische Landesbehörde 1991 als Landesvermessungsamt in Halle (Saale), aber noch im selben Jahr in Landesamt für Landesvermessung und Datenverarbeitung umbenannt.

## Landesvermessung
Die Landesvermessung Sachsen-Anhalts ist ähnlich organisiert wie in anderen Ländern der Bundesrepublik Deutschland. Technisch hat sie die übliche Form moderner Festpunktnetze: Punkte erster Ordnung (TP) in etwa 30-km-Abständen, Verdichtung durch Punkte 2. bis 4. Ordnung, übergreifendes Basisnetz mittels dGPS. Das Netz und die Geoidbestimmung sind in das deutsche Grundlagennetz DHDN integriert.
Die genaue Landesvermessung begann im frühen 19. Jahrhundert und schloss teilweise an jene von Hannover (Gauß, um 1800) und Thüringen (von Zach, um 1805) an. Unter Preußen wurde sie erneuert und zur Basis topografischer und Militärkarten. Wissenschaftliche Folgearbeiten wie Präzisionsnivellement, Schweremessung und Geoidbestimmung begannen Mitte des 19. Jahrhunderts und erreichen heute Genauigkeiten im cm-Bereich.